# تلمیشان
تلمیشان، روستایی در دهستان کهیر بخش کهیر شهرستان کنارک در استان سیستان و بلوچستان ایران است.

## جمعیت
بر پایه سرشماری عمومی نفوس و مسکن در سال ۱۳۹۵، جمعیت این روستا برابر با ۴۲۹ نفر (۹۸ خانوار) بوده‌است.